# 555. padalski pehotni bataljon (ZDA)
555. padalski pehotni bataljon (izvirno angleško *555th Parachute Infantry Battalion; kratica 555. PIB) je bila padalska enota Kopenske vojske Združenih držav Amerike.
To je bila prva povsem afroameriška padalska enota v zgodovini Kopenske vojske ZDA; * pred nazivom enote označuje prav ta status.

## Zgodovina
Bataljon je bil ustanovljen 30. decembra 1943 v Fort Benningu kot 555. padalska pehotna četa s preoblikovanjem 555. padalskega testnega voda. Enoto so sestavljali samo Afroameričani; tako častniki kot moštvo; le-to je prišlo iz sestave 92. pehotne divizije. Julija 1944 je bila enota premeščena v Camp Mackall, kjer je bila 25. novembra istega leta preimenovana v četo A 555. padalskega pehotnega polka; istočasno so v kamp prišle še druge polkovne enote. Maja 1945 je bil polk premeščen v zračno bazo Pendleton (Oregon), kjer je bil dodeljen pod 9. Service Command. Polk je tu pričel opravljati nalogo padalskih gasilcev. Oktobra 1945 je bil polk premeščen v Fort Bragg in dodeljen 13. zračnoprevozni diviziji. 
15. decembra 1947 je bil bataljon deaktiviran in moštvo prestavljeno v 3. bataljon 505. padalskega pehotnega polka. 22. avgusta 1950 je bil bataljon dokončno razpuščen.